# Colinas Garo
Las colinas Garo son parte de la cordillera Garo-Khasi en Megalaya, India. Están habitadas principalmente por habitantes tribales, la mayoría de los cuales son de la etnia Garo. Es uno de los lugares más húmedos del mundo. Es parte de la ecorregión de los bosques subtropicales de Meghalaya.
Las personas que residen en las colinas Garo (Garo Hills) son conocidas como Garos. Además de las colinas de Garo, hay asentamientos garo en las llanuras de Assam y Bangladés. Los Garos se llaman a sí mismos A · chik (usados localmente).

## Demografía
Las colinas Garo comprende cinco distritos. Tura es la ciudad más grande con una población de aproximadamente 70,000 habitantes, localizads en las estribaciones del pico Tura, el que a menudo se encuentra cubierto de nubes. La ciudad está ubicada en el centro de otros santuarios populares de caza y vida salvaje como Balpakram y Nokrek, cuevas naturales (la cueva de Siju es una de las más largas de Asia). Estos lugares son ricas reservas de flora y fauna natural

## Sitios de interés
Estos son los lugares dentro y alrededor de las colinas, que son atracciones turísticas.
- Pico Nokrek: El punto más alto de la región, en las colinas Garo. Nokrek Peak se encuentra a 1412 metros sobre el nivel del mar. Abarca un área de cuarenta y siete kilómetros cuadrados.
- Pico Tura: Una majestuosa colina que se encuentra en el flanco oriental de Tura, la ciudad más grande en la región. Con 872 metros sobre el nivel del mar. Un bungalow turístico, un observatorio y una plantación se encuentran en sus alrededores.

- Datos: Q3036349
- Multimedia: Garo Hills / Q3036349